# محطة باريس الشرقية
محطة باريس الشرقية (بالفرنسية: Gare de Paris-Est)، هي واحدة من أكبر سبع محطات سكك حديدية في باريس. تقع في الدائرة العاشرة، بالقرب من جنوب شرق محطة الشمال، وتواجه شارع ستراسبورغ، وهو جزء من المحور الشمالي الجنوبي لباريس الذي أنشأه جورج أوجين هوسمان. افتتح في عام 1849، وهي حاليًا خامس أكثر محطات السكك الحديدية الرئيسية ازدحامًا في باريس قبل محطة باريس أوسترليتز. تُشكل محطة باريس الشرقية الطرف الغربي لسكة حديد باريس- ستراسبورغ وسكة حديد باريس- مولهاوس التي تنتقل بعد ذلك إلى بازل في سويسرا.